# Шуми (Бахмутський район)
Шуми́ — селище Торецької міської громади, Бахмутський район Донецької області, Україна. Населення становить 2 осіб. Відстань до Торецька становить близько 10 км і проходить автошляхом Т 0516.

## Населення
За даними перепису 2001 року населення селища становило 95 осіб, із них 15,79 % зазначили рідною мову українську, 84,21 % — російську.

## Історія
22 жовтня 2017 року проросійські терористи відкрили вогонь по українських укріпленнях, вогнем у відповідь були відігнані, в часі протистояння один вояк зазнав поранення.
20 серпня 2018 року внаслідок ретельно спланованої операції населений пункт Шуми перейшов під контроль України.
Підрозділи 24 ОМБр ім. короля Данила спільно з ротою глибинної розвідки окремого розвідувального батальйону провели заходи з витіснення російських окупаційних військ від населених пунктів для запобігання ведення ними вогню по мирних жителях. Під час операції загинув боєць ЗСУ Дмитро Український.
2 лютого 2021 року під час снайперського обстрілу окупантами загинув Власенко Дмитро Леонідович.
21 червня 2024 року окупанти зайшли до селища.